# Verdun (Beyrouth)
Pour les articles homonymes, voir Verdun (homonymie).

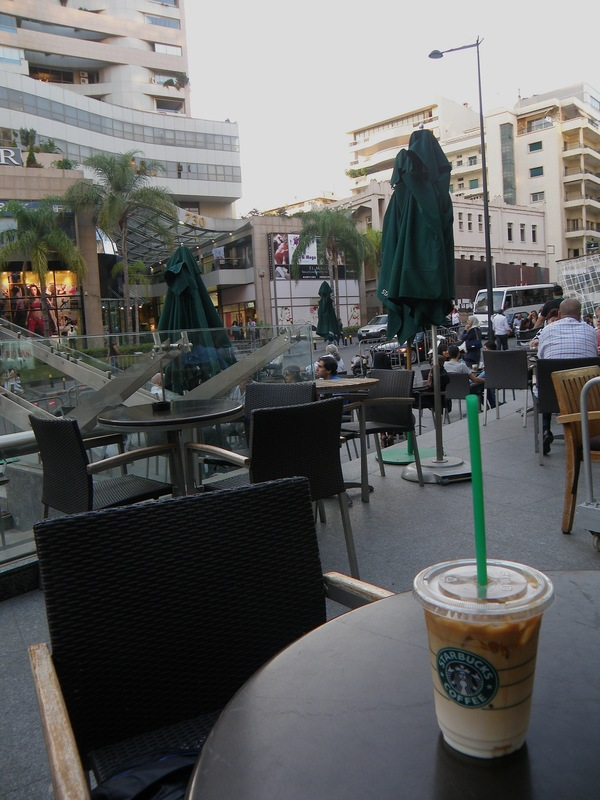
Le long de la rue Verdun

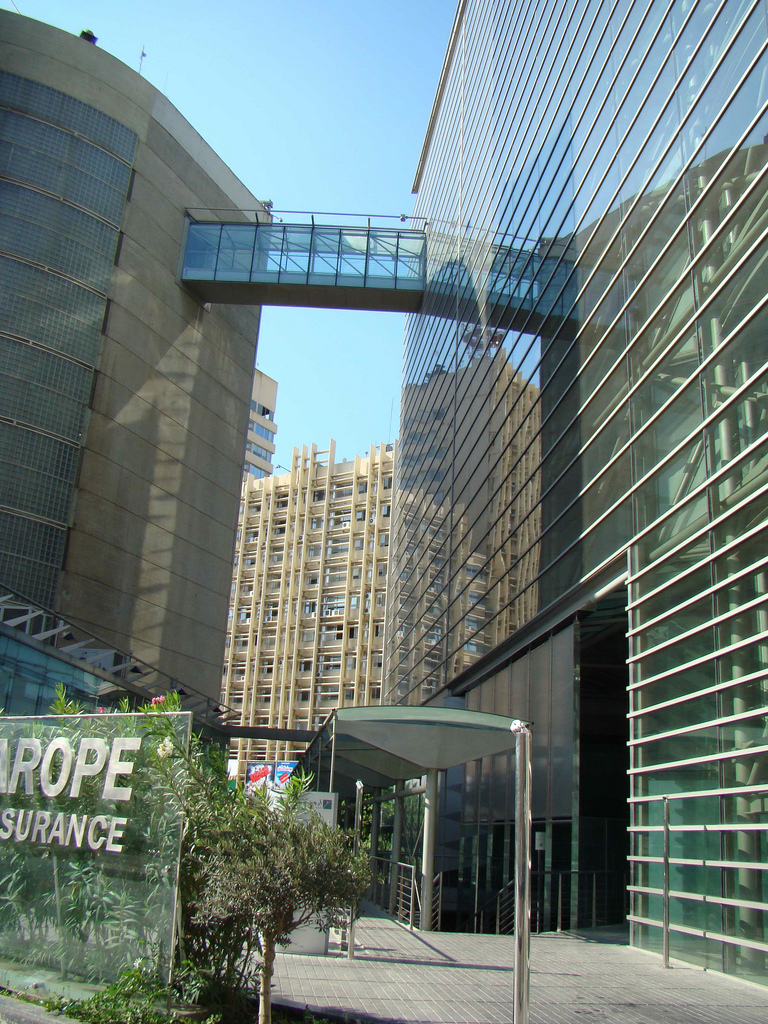
BLOM Bank Siège-social situé sur la Verdun

Verdun est un quartier très fréquenté de Beyrouth qui doit son nom à une rue commerçante et résidentielle de la capitale libanaise, la rue de Verdun.
Cette rue a été nommée dans les années 1920, pendant le mandat français, d'après la bataille de Verdun de la Première Guerre mondiale. Elle a été renommée rue Rachid Karamé en mémoire de l'ancien Premier ministre assassiné en 1987, mais la population utilise encore les appellations rue de Verdun, rue Verdun, voire la Verdun.
Le lycée franco-libanais Verdun est la figure emblématique du quartier, avec le Dunes, son centre commercial imposant. L'immobilier y est très cher et le quartier est considéré comme le plus riche de Beyrouth.

## Historique
Le 10 avril 1973, dans le cadre de l'opération Printemps de la Jeunesse (en), elle-même incluse dans l'opération Colère de Dieu, une unité commandos de l'armée israélienne, dirigée par Ehud Barak alors déguisé en femme, débarque à Verdun et assassine trois des plus importantes personnalités de l’Organisation de libération de la Palestine (OLP) : Abou Youssef, numéro 2 du Fatah et chef des services de renseignements et de contre-espionnage du Fatah, Kamal Adouan, chef des opérations en Israël et dans les Territoires, et Kamal Nasser, porte-parole de l'OLP.

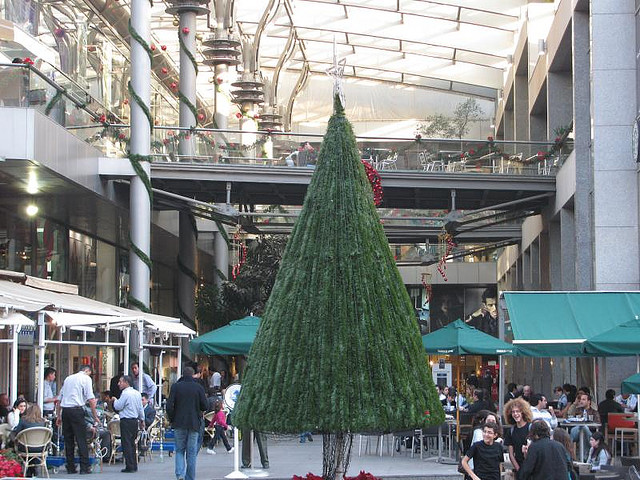
Décorations de Noël sur la rue Verdun
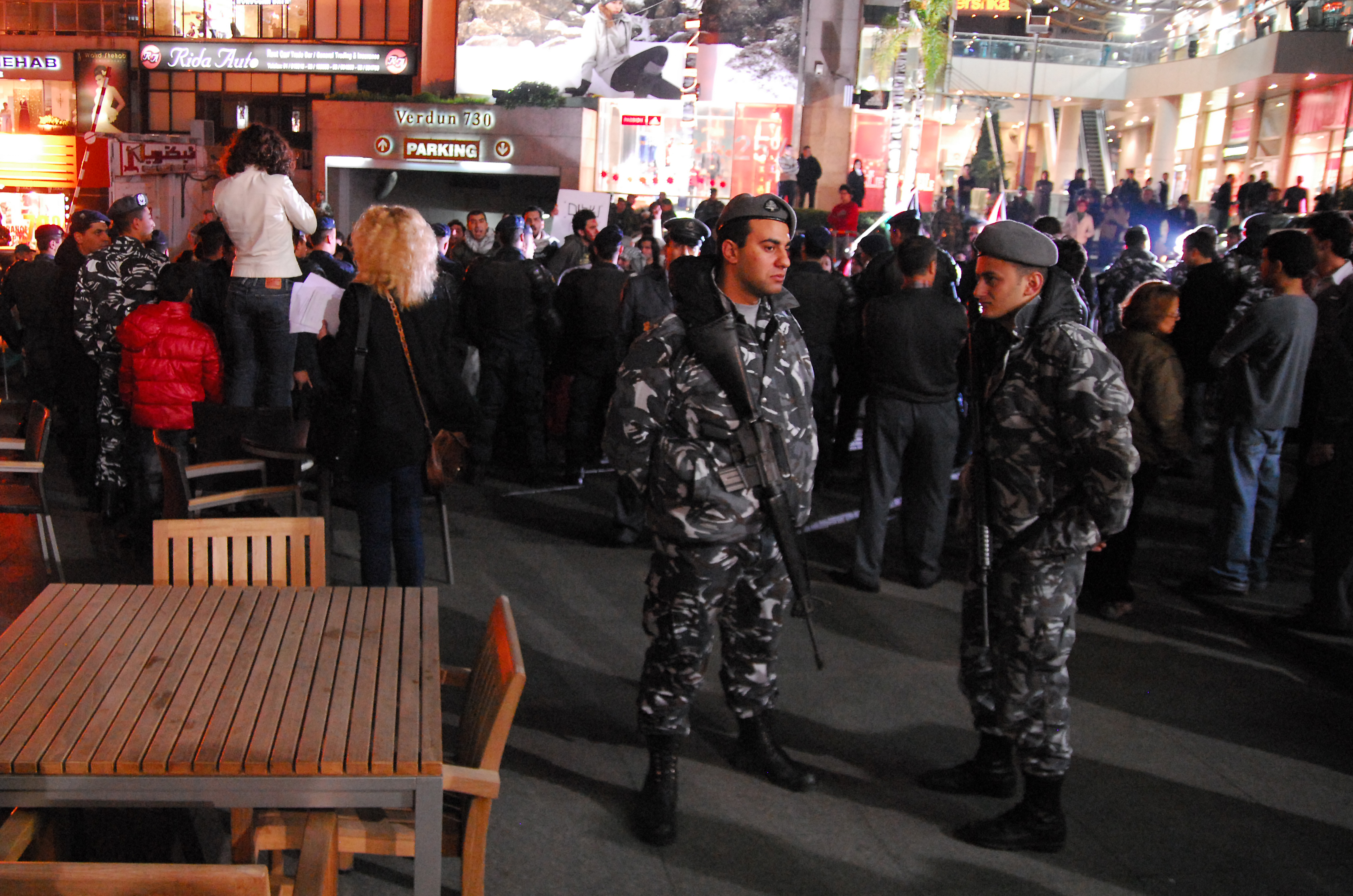
Gardes de sécurité à l'entrée d'un centre commercial
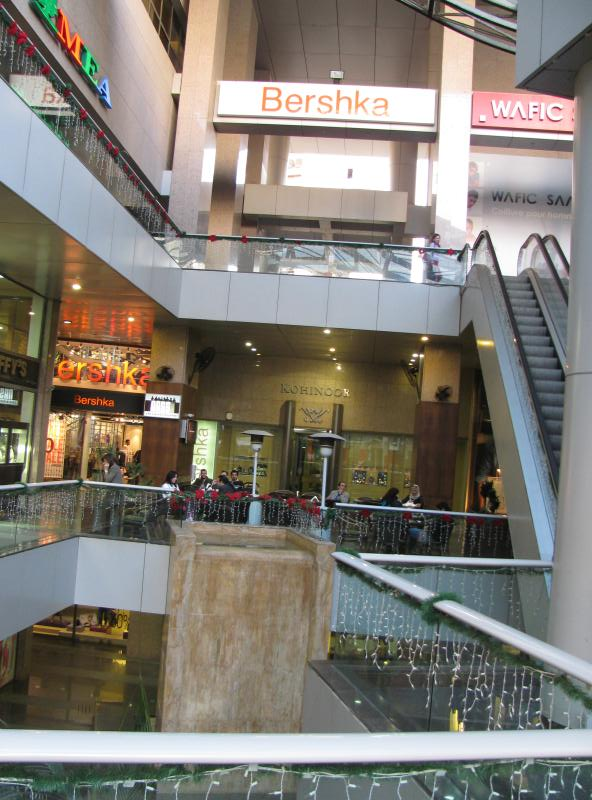
L'intérieur du Verdun shopping center

## Fréquentation
Le quartier est très fréquenté par les jeunes car le cinéma n'est pas très loin, ainsi que par de nombreux marchands ambulants vendant aux lycéens des kaak (pain au thym), du foul (à base de fèves), des épis de maïs, des tranches de pastèque, etc.
Le centre commercial comporte un cinéma, plusieurs fastfoods, un disquaire, une librairie, une parfumerie et de nombreux magasins de vêtements et d'accessoires.

## Festival rue Verdun
Depuis le début des années 2000, le festival de rue de Beyrouth se déroule dans le quartier Verdun ; les spectacles associent danse, musique et vidéo,.